# منشأة علوي
قرية منشاة علوى هي إحدى القرى التابعة لمركز أطسا في محافظة الفيوم في جمهورية مصر العربية. حسب إحصاءات سنة 2006، بلغ إجمالي السكان في منشاة علوى 490 نسمة، منهم 265 رجل و225 امرأة.